# Érasme Gerber
Érasme Gerber, parfois orthographié Gerwer, est un chef insurgé impliqué dans la Guerre des Paysans de 1525. Principale figure du soulèvement en Alsace, il parvient à unir sous sa houlette des bandes du nord de l'Alsace et des environs, et à investir la ville de Saverne. Vaincu et capturé par le duc Antoine de Lorraine, il est pendu près de la ville, le 17 mai 1525.

## Biographie
Rien n’est connu de la vie d’Érasme Gerber avant son implication dans la guerre des paysans, si ce n’est qu’il était artisan à Molsheim, vraisemblablement tanneur. Il est mentionné pour la première fois le 13 avril 1525 comme le chef d’une bande de paysans révoltés à Dorlisheim, puis le 17 avril, comme chef des paysans de la gion d’Altorf. Il s’emploie dans les semaines qui suivent à unir et organiser le soulèvement en Alsace et dans les environs (Westrich, Palatinat, Bade) et devient le chef suprême d'une confédération de treize bandes insurgées. Après plusieurs semaines passées à voyager entre Altorf, Molsheim et Marmoutier, Gerber emmène certaines de ces bandes à Saverne, qu'il investit pacifiquement le samedi 13 mai, grâce au soutien de la plupart des habitants.
Le succès est toutefois de courte durée : le duc Antoine de Lorraine arrive deux jours plus tard devant la ville, avec plus de dix mille hommes d'armes, de cavaliers et d'artilleurs. Une tentative de négociations est ignorée par le duc. La ville est prise le 17 mai, dans un bain de sang : malgré la reddition des insurgés et la remise de leurs armes, ils sont impitoyablement massacrés par les lansquenets du duc. La ville est mise à sac, de nombreuses exactions sont commises. Capturé, Gerber aurait confessé avoir eu pour objectif d’exterminer les nobles, les bourgeois et toute forme d’autorité. Cependant, cette affirmation ayant été relayée par ses ennemis et exécuteurs, elle mérite d'être nuancée ; surtout au regard des actions réellement commises contre la noblesse d'Alsace et des environs, qui ont été très peu significatives et sans crime de sang. Gerber est immédiatement condamné à mort ; il est pendu le soir même de la reddition de Saverne, sur les prés entre la ville et le village de Steinbourg ; à ses côtés est pendu Peter Hall, un autre chef insurgé originaire du Westrich.